# Cinna (cognomen)
Cinna (en llatí Cinna) va ser el cognomen d'una família romana de la gens Cornèlia. La gens Hèlvia també va usar aquest nom.
Alguns membres destacats van ser:
- Cinna, jurista romà.
- Catul Cinna, filòsof estoic romà.
- Luci Corneli Cinna (cònsol), cònsol romà el 127 aC.
- Luci Corneli Cinna, un dels líders del partit popular romà
- Luci Corneli Cinna, pretor romà.
- Cinna, magistrat romà.
- Gneu Corneli Cinna Magne, cònsol romà de l'any 5.
- Gai Helvi Cinna, poeta romà.